# Emma Wuttke-Biller

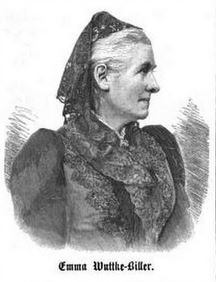
Emma Wuttke-Biller

Emma Wuttke-Biller

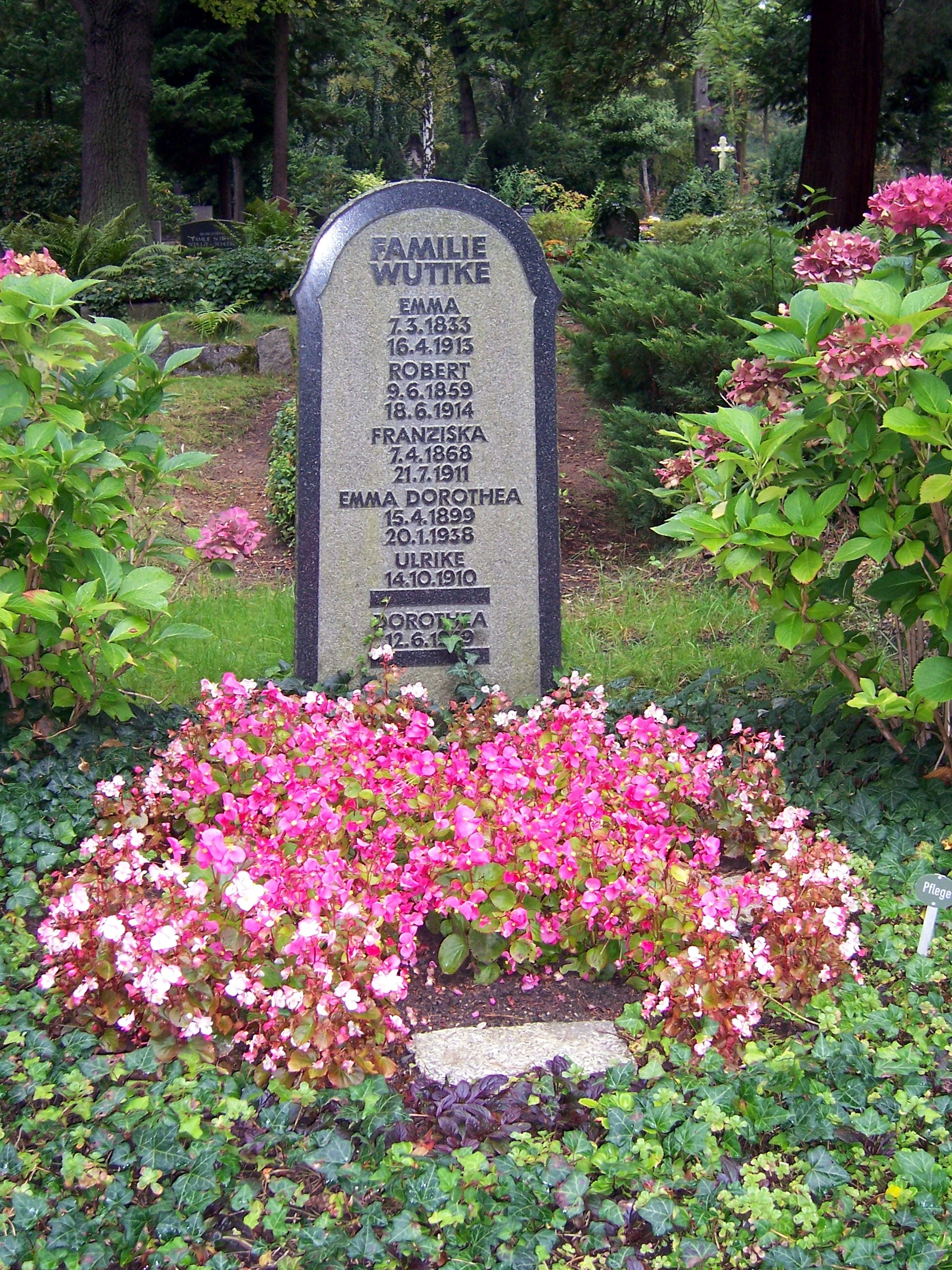
Grabstätte der Familie Wuttke

Emma Wuttke-Biller (* 7. März 1833 in Breslau; † 16. April 1913 in Dresden) war eine deutsche Schriftstellerin.

## Leben
Emma Biller wurde am 7. März 1833 als Tochter eines Stadtrates in Breslau geboren. Sie wuchs mit drei Schwestern auf und erhielt mit ihnen eine sorgfältige Erziehung und Ausbildung. 1854 heiratete sie ihren Vetter, den Historiker Heinrich Wuttke, der Professor an der Universität Leipzig war. Er beteiligte sie an seinen Arbeiten und an seinem Umgang mit Wissenschaftlern. Heinrich Wuttke starb 1876. Danach begann Emma Wuttke-Biller als Schriftstellerin zu arbeiten. Sie zog mit ihrer Schwester Clara Biller, die gleichfalls schriftstellerisch tätig war, nach München, von wo sie 1886 nach Dresden in das Haus ihres Sohnes Robert Wuttke übersiedelte. Zeitweise lebte sie auch in Paris, in der Schweiz und in Oberitalien. In Dresden verstarb sie im Jahre 1913. Sie veröffentlichte überwiegend Mädchenliteratur, Erzählungen und Romane sowie Historische Romane.

## Werke
- Trinchen von Gantersheim. Lustspiel. Wöller, Leipzig 1877.
- Feurige Kohlen. Erzählung. Mit 4 Farbduckbildern nach Aquarellen von Richard Ernst Kepler. Hänselmann, Stuttgart 1885.
- Das Haustöchterchen. Eine Erzählung für Mädchen von 10 bis 15 Jahren. Mit 4 Farbendruckbildern nach Aquarellen von Carl Offterdinger. Thienemann, Stuttgart 1884.
- Heinz der Lateiner. Eine Schulgeschichte für Kinder von 10–14 Jahren. Perthes, Gotha 1884.
- Barbara Ittenhausen. Ein Augsburger Familienleben im 16. Jahrhundert. Reissner, Dresden 1884. (Digitalisat) 4. Aufl. 1888.
- Markgräfin Barbara von Brandenburg. Reissner, Dresden 1886. (Beschränkter Zugang)
- Aus vier Jahrhunderten. Erzählungen für Kinder. Perthes, Gotha 1880.
- Ulli. Geschichte eines unerzogenen Mädchens. Reissner, Leipzig 1882. 4. Aufl. Thienemann, Stuttgart 1902.
- Die Macht des Goldes. Nach einer wahren Begebenheit. Perthes, Gotha 1887.
- Unter dem Scepter der Hofmeisterin. Eine dänische Hofgeschichte aus dem Ende des 16. Jahrhunderts. Reissner, Leipzig 1888.
- Ein Mann, ein Wort! Geschichte eines deutschen Ritters aus den Kreuzzügen. Abel & Müller, Leipzig 1888. 2. Aufl. 1899.
- Unsere Älteſte. Eine Erzählung für junge Mädchen. Thienemann, Stuttgart 1889. 2. Aufl. 1893.
- Glückliche Ferien. Kleinen Mädchen erzählt. Mit vier Farbendruckbildern nach Aquarellen von Eugen Klimsch. Thienemann, Stuttgart 1889. (Digitalisat)
- Die Geschwister. Eine Geschichte aus dem deutschen Befreiungskriege. Thienemann, Stuttgart 1890. 2. Aufl. 1903.
- Die Konfusionstante. Eine Erzählung für junge Mädchen. Thienemann, Stuttgart 1891.
- Helenens Tagebuch. Ein Jahr aus einem Mädchenleben. Thienemann, Stuttgart 1892.
- Die Jüngste. Eine Erzählung für erwachsene junge Mädchen. Thienemann, Stuttgart 1896.
- Pflicht. Eine Familiengeschichte aus den Befreiungskriegen. Reissner, Dresden und Leipzig 1896.
- Lina Bodmer. Eine Erzählung aus der Zeit der Befreiungskriege. Lehmann, München 1899. 2. Aufl. unter dem Titel: Kriegsnot. Nach den wahren Erlebnissen einer Familie bei Dresden während der Jahre 1806-1813. Mit vielen Abbildungen nach Originalen von Hans W. Schmidt-Weimar. Dietrich, München 1910.
- Zwei Cousinen. Eine Erzählung für erwachsene junge Mädchen. Mit acht Einschaltbildern von Fritz Bergen. Thienemann, Stuttgart 1902
- Märchen einer Großmutter. Mit 3 farbigen Vollbildern und Buchschmuck von Walter Tiemann. Brandstetter, Leipzig 1904.
- Im verwunschenen Schlößchen. Eine Erzählung für erwachsene junge Mädchen. Thienemann, Stuttgart 1900.
- Ein lustiger Sommer (ohne Datum)